# Primera División de Bolivia 1992
El Campeonato de Primera División 1992 fue la 16° Temporada de la LFPB. Consistió en dos fases: Primera y Segunda. El campeón fue Bolívar que obtuvo su octavo título de liga y segundo consecutivo tras ganar la Final del Campeonato.

## Formato
La Temporada 1992 se dividió en dos fases: Primera bajo el sistema todos contra todos (ida y vuelta), además de un cuadrangular de grupos donde el ganador obtuvo el pase para disputar la Final del Campeonato y Segunda con cuadrangulares de grupo, donde los 2 mejores ubicados de cada uno ingresaron a la fase final y el ganador disputó también la Final del Campeonato.
Al terminar la primera etapa de la Primera Fase descendieron los equipos ubicados en las cuatro últimas posiciones de la tabla. Por lo que no participaron en la Segunda Fase, además se redujo la cantidad de equipos para la siguiente temporada.

## Equipos y Estadios
| Equipo                  | Fundación                | Ciudad     | Estadio                     |
| ----------------------- | ------------------------ | ---------- | --------------------------- |
| Blooming                | 1 de mayo de 1946        | Santa Cruz | Ramón Tahuichi Aguilera     |
| Bolívar                 | 12 de abril de 1925      | La Paz     | Simón Bolívar               |
| Chaco Petrolero         | 15 de abril de 1944      | La Paz     | Hernando Siles              |
| Ciclón                  | 21 de septiembre de 1951 | Tarija     | IV Centenario               |
| Deportivo Litoral       | 22 de marzo de 1932      | La Paz     | Hernando Siles              |
| Destroyers              | 14 de septiembre de 1948 | Santa Cruz | Ramón Tahuichi Aguilera     |
| Independiente Petrolero | 4 de abril de 1932       | Sucre      | Morro de Surapata           |
| Orcobol                 | Sin Datos                | Cochabamba | Félix Capriles              |
| Oriente Petrolero       | 5 de noviembre de 1955   | Santa Cruz | Ramón Tahuichi Aguilera     |
| Petrolero               | 16 de abril de 1950      | Cochabamba | Complejo Petrolero          |
| Real Beni               | Sin Datos                | Trinidad   | José Lorgio Zambrano Ibáñez |
| Real Santa Cruz         | 2 de mayo de 1962        | Santa Cruz | Ramón Tahuichi Aguilera     |
| San José                | 19 de marzo de 1942      | Oruro      | Jesús Bermúdez              |
| The Strongest           | 8 de abril de 1908       | La Paz     | Hernando Siles              |
| Universitario de Potosí | 1 de mayo de 1950        | Potosí     | San Clemente                |
| Wilstermann             | 24 de noviembre de 1949  | Cochabamba | Félix Capriles              |

## Primera Fase

### Tabla de posiciones
| Pos | Equipo                  | Pts | PJ | G  | E  | P  | GF  | GC  | Dif |
| --- | ----------------------- | --- | -- | -- | -- | -- | --- | --- | --- |
| 1º  | Bolívar                 | 48  | 30 | 19 | 10 | 1  | 74  | 15  | 59  |
| 2º  | San José                | 45  | 30 | 18 | 9  | 3  | 60  | 21  | 39  |
| 3º  | The Strongest           | 41  | 30 | 17 | 7  | 6  | 60  | 29  | 31  |
| 4º  | Oriente Petrolero       | 36  | 30 | 14 | 8  | 8  | 47  | 34  | 13  |
| 5º  | Wilstermann             | 34  | 30 | 15 | 4  | 11 | 54  | 44  | 10  |
| 6º  | Independiente Petrolero | 32  | 30 | 12 | 8  | 10 | 28  | 30  | -2  |
| 7º  | Chaco Petrolero         | 31  | 30 | 12 | 7  | 11 | 44  | 36  | 8   |
| 8º  | Ciclón                  | 31  | 30 | 11 | 9  | 10 | 47  | 40  | 7   |
| 9º  | Destroyers              | 31  | 30 | 13 | 5  | 12 | 43  | 41  | 2   |
| 10º | Blooming                | 29  | 30 | 12 | 5  | 13 | 48  | 44  | 4   |
| 11º | Petrolero               | 25  | 30 | 8  | 9  | 13 | 45  | 67  | -22 |
| 12º | Universitario de Potosí | 23  | 30 | 7  | 9  | 14 | 39  | 55  | -16 |
| 13º | Orcobol                 | 21  | 30 | 8  | 5  | 17 | 36  | 59  | -23 |
| 14º | Deportivo Litoral       | 18  | 30 | 7  | 4  | 19 | 43  | 74  | -31 |
| 15º | Real Santa Cruz         | 18  | 30 | 6  | 6  | 18 | -26 | -58 | -32 |
| 16º | Real Beni               | 17  | 30 | 6  | 5  | 19 | 18  | 65  | -47 |

Pts = Puntos; PJ = Partidos Jugados; G = Partidos Ganados; E = Partidos Empatados; P = Partidos Perdidos; GF = Goles Anotados; GC = Goles Recibidos; Dif = Diferencia de gol
| \| \| Clasificados al Cuadrangular Definitorio. \| \| \| Descendido a Segunda División. \| Clasificación al Octogonal Final Repechaje - Semifinal Universitario de Potosi 2 – 1 Wilstermann Wilstermann 2 – 0 Universitario de Potosi Destroyers 3 – 3 Ciclon Ciclon 0 – 1 Destroyers Petrolero 4 – 3 Independiente Petrolero Independiente Petrolero 3 – 3 Petrolero Blooming 3 – 1 Chaco Petrolero Chaco Petrolero 3 – 2 Blooming Repechaje - Final Wilsterman 3 - 0 Ciclon Ciclon 1 – 5 Wilstermann Destroyers 4 – 1 Universitario de Potosi Universitario de Potosi 2 – 2 Destroyers Independiente Petrolero 1 – 2 Blooming Blooming 6 – 1 Independiente Petrolero Petrolero 2 – 0 Chaco Petrolero Chaco Petrolero 1 – 2 Petrolero Clasificados al Octogonal final: Wilstermann, Destroyers, Blooming y Petrolero |                                           |
| | Clasificados al Cuadrangular Definitorio. |
| | Descendido a Segunda División.            |

### Cuadrangular Definitorio
| Pos | Equipo            | Pts | PJ | G | E | P | GF | GC | Dif |
| --- | ----------------- | --- | -- | - | - | - | -- | -- | --- |
| 1º  | San José          | 8   | 6  | 3 | 2 | 1 | 10 | 5  | 5   |
| 2º  | Oriente Petrolero | 6   | 6  | 2 | 2 | 2 | 7  | 12 | -5  |
| 3º  | Bolívar           | 5   | 6  | 1 | 3 | 2 | 5  | 6  | -1  |
| 4º  | The Strongest     | 5   | 6  | 2 | 1 | 3 | 7  | 6  | 1   |

Pts = Puntos; PJ = Partidos Jugados; G = Partidos Ganados; E = Partidos Empatados; P = Partidos Perdidos; GF = Goles Anotados; GC = Goles Recibidos; Dif = Diferencia de gol
|  | Ganador del Cuadrangular y Clasificado a la Final del Campeonato. |

## Segunda Fase

### Cuadrangulares de Grupo

#### Grupo A
| Pos | Equipo      | Pts | PJ | G | E | P | GF | GC | Dif |
| --- | ----------- | --- | -- | - | - | - | -- | -- | --- |
| 1º  | Bolívar     | 8   | 6  | 3 | 2 | 1 | 11 | 7  | 4   |
| 2º  | Wilstermann | 7   | 6  | 3 | 1 | 2 | 13 | 11 | 2   |
| 3º  | Blooming    | 5   | 6  | 2 | 1 | 3 | 10 | 14 | -4  |
| 4º  | San José    | 5   | 6  | 1 | 2 | 3 | 10 | 12 | -2  |

Pts = Puntos; PJ = Partidos Jugados; G = Partidos Ganados; E = Partidos Empatados; P = Partidos Perdidos; GF = Goles Anotados; GC = Goles Recibidos; Dif = Diferencia de gol

#### Grupo B
| Pos | Equipo            | Pts | PJ | G | E | P | GF | GC | Dif |
| --- | ----------------- | --- | -- | - | - | - | -- | -- | --- |
| 1º  | Destroyers        | 8   | 6  | 3 | 2 | 1 | 8  | 4  | 4   |
| 2º  | Oriente Petrolero | 7   | 6  | 2 | 3 | 1 | 12 | 9  | 3   |
| 3º  | The Strongest     | 6   | 6  | 3 | 0 | 3 | 14 | 8  | 6   |
| 4º  | Petrolero         | 3   | 6  | 1 | 1 | 4 | 8  | 21 | -13 |

Pts = Puntos; PJ = Partidos Jugados; G = Partidos Ganados; E = Partidos Empatados; P = Partidos Perdidos; GF = Goles Anotados; GC = Goles Recibidos; Dif = Diferencia de gol

### Fase Final
|  | Semifinales               | Semifinales               | Semifinales               |   |         | Final                     | Final                     | Final                     |  |
|  | Del 16 al 20 de diciembre | Del 16 al 20 de diciembre | Del 16 al 20 de diciembre |   |         | Del 23 al 27 de diciembre | Del 23 al 27 de diciembre | Del 23 al 27 de diciembre |  |
|  |                           |                           |                           |   |         |                           |                           |                           |  |
|  |                           |                           |                           |   |         |                           |                           |                           |  |
|  | Bolívar                   | 0                         | 4                         |   |         |                           |                           |                           |  |
|  | Bolívar                   | 0                         | 4                         |   |         |                           |                           |                           |  |
|  | Oriente Petrolero         | 1                         | 0                         |   |         |                           |                           |                           |  |
|  | Oriente Petrolero         | 1                         | 0                         |   | Bolívar | 0                         | 3                         |                           |  |
|  |                           |                           |                           |   | Bolívar | 0                         | 3                         |                           |  |
|  |                           |                           | Wilstermann               | 0 | 2       |                           |                           |                           |  |
|  | Destroyers                | 2                         | Wilstermann               | 0 | 2       | 1 (4)                     |                           |                           |  |
|  | Destroyers                | 2                         |                           |   |         | 1 (4)                     |                           |                           |  |
|  | Wilstermann               | 3                         | 0 (5)                     |   |         |                           |                           |                           |  |
|  | Wilstermann               | 3                         | 0 (5)                     |   |         |                           |                           |                           |  |
|  |                           |                           |                           |   |         |                           |                           |                           |  |

## Final del Campeonato
La disputaron San José por ser ganador del Cuadrangular de la Primera Fase y Bolívar al ganar la Segunda Fase.
| 30 de diciembre de 1992 | Bolívar | 6:1 (3:1) | San José        | Estadio Hernando Siles, La Paz |                        |
|                         | Marco Antonio Sandy 23' 70' · Julio César Baldivieso 24' · Carlos Borja 36' 89' · Marco Antonio Etcheverry 62' | Reporte   | 39' Álvaro Peña | Árbitro(s): Pablo Peña         | Árbitro(s): Pablo Peña |

| 3 de enero de 1993 | San José        | 1:3 (1:1) | Bolívar                                           | Estadio Jesús Bermúdez, Oruro |                           |
|                    | Álvaro Peña 16' | Reporte   | 44' Julio César Baldivieso · 49' 84' Jorge Hirano | Árbitro(s): Pedro Saucedo     | Árbitro(s): Pedro Saucedo |

## Campeón
|                                                            |
| Bolívar 8.o Título Liguero 14.o Título de Primera División |